# Otto Daiker
Otto Daiker (* 17. September 1911 in Boll; † 13. Juni 1968) war ein deutscher Motorradrennfahrer.

## Karriere
Otto Daiker war der Sohn eines Viehhändlers. Nach der Schulausbildung begann er in einem ortsansässigen Betrieb eine Mechanikerlehre, die er aber vorerst wegen der Insolvenz des Lehrbetriebes nicht abschließen konnte. Durch die Hilfe des damaligen Obermeister der Mechanikerinnung in Hechingen, Christian Burkhardt, beendete er die Lehre später. Burkhardts Sohn Horst wurde später an der Seite des Schweizers Fritz Scheidegger Vizeweltmeister in der Seitenwagenklasse.
Daiker begann seine Karriere auf einer Rudge in der ersten Hälfte der 1930er-Jahre. 1935 wurde er Dritter beim Schauinsland-Bergrennen in Freiburg im Breisgau. Stets als Privatfahrer startend, beschaffte sich Daiker für 1938 eine DKW, mit der er sogleich das Dreifaltigkeitsrennen in Wachenburg gewann und immer mehr das Interesse der Werksteams auf sich zog. Der Zweite Weltkrieg unterbrach ein Jahr später seine Karriere.
Nach dem Krieg fuhr Otto Daiker zahlreiche Siege und Podestplätze ein und wurde auf einer 250-cm³-DKW mit Kompressor Dritter in der Viertelliterklasse der Deutschen Straßenmeisterschaft.
1951 erhielten Otto Daiker und Heiner Dietrich Werksmaterial von NSU. Bei den Rennen am Großen Feldberg im Taunus fuhren sie den neuen NSU-Lambretta-Motorroller, speziell für Rennen hergerichtet. Dietrich wurde Dritter, Daiker Vierter. In den weiteren Rennen 1951 starteten die beiden mit der NSU-Sportfox. Die Deutsche 125-cm³-Meisterschaft gewann Hermann Paul Müller auf F.B Mondial, Vizemeister wurde Daiker, Dritter Dietrich.
Im Jahr 1952 gewann Otto Daiker auf NSU-Rennfox 41-jährig die Deutsche Meisterschaft in der Achtelliterklasse vor H. P. Müller (F.B Mondial). Er hatte beim Eifelrennen, auf dem Feldbergring und bei Rund um Schotten die höchste Punktzahl erreicht. In der 250er-Kategorie wurde er DM-Dritter.
In der Saison 1953 wurde Daiker hinter Werner Haas (beide NSU) Deutscher Vizemeister der Klasse bis 125 cm³ und Dritter in der 250er-Klasse bei Punktgleichheit mit dem Zweiten. Er siegte bei den Meisterschaftsläufen auf der Stuttgarter Solitude (250 cm³) und der Berliner AVUS (125 cm³). Außerdem startete Otto Daiker 1953 in der Motorrad-Weltmeisterschaft. Er trat bei den Großen Preisen von Deutschland und der Schweiz sowie beim Ulster Grand Prix in Nordirland an. Bestes Resultat hierbei war Rang drei hinter Carlo Ubbiali (MV Agusta) und Teamkollegen Haas beim Achtelliterlauf um den Deutschland-Grand-Prix auf dem Schottenring. Am Ende des Jahres 1953 beendete Otto Daiker seine Karriere.
Nach seiner Rennfahrerlaufbahn war Daiker bis zu seinem frühen Tod im Jahr 1968 in verschiedenen Positionen bei Aral angestellt. Otto Daiker starb am 13. Juni 1968 im Alter von 57 Jahren. Seinem Wunsch entsprechend wurde er in Hechingen beerdigt. Die Grabstätte besteht heute allerdings nicht mehr.

## Statistik

### Titel
- 1952 – Deutscher 125-cm³-Meister auf NSU

### Rennsiege
| Jahr | Klasse  | Maschine | Rennen                          | Strecke                  |
| ---- | ------- | -------- | ------------------------------- | ------------------------ |
| 1949 | 250 cm³ | DKW      | Internationales Solitude-Rennen | Solitude                 |
| 1951 | 125 cm³ | NSU      | Dieburger Dreiecksrennen        | Dieburger Dreiecksrennen |
| 1951 | 125 cm³ | NSU      | Grenzlandring-Rennen            | Grenzlandring            |
| 1952 | 125 cm³ | NSU      | Rund um Schotten                | Schottenring             |
| 1952 | 125 cm³ | NSU      | Feldbergrennen                  | Feldbergring             |
| 1953 | 250 cm³ | NSU      | Internationales Solitude-Rennen | Solitude                 |
| 1953 | 125 cm³ | NSU      | AVUS-Rennen                     | AVUS                     |

### In der Motorrad-WM
| Saison | Klasse  | Motorrad | Rennen | Siege | Podien | Punkte | Ergebnis |
| ------ | ------- | -------- | ------ | ----- | ------ | ------ | -------- |
| 1953   | 250 cm³ | NSU      | 2      | –     | 1      | 7      | 6.       |
| 1953   | 250 cm³ | NSU      | 3      | –     | –      | 6      | 9.       |
| Gesamt | Gesamt  | Gesamt   | 5      | –     | 1      | 13     |          |

## Verweise